# Hamden
Hamden é uma vila localizada no estado norte-americano de Ohio, no Condado de Vinton.

## Demografia
Segundo o censo norte-americano de 2000, a sua população era de 871 habitantes.
Em 2006, foi estimada uma população de 946, um aumento de 75 (8.6%).

## Geografia
De acordo com o United States Census Bureau tem uma área de 1,5 km², dos quais 1,5 km² cobertos por terra e 0,0 km² cobertos por água. Hamden localiza-se a aproximadamente 204 m acima do nível do mar.

## Localidades na vizinhança
O diagrama seguinte representa as localidades num raio de 20 km ao redor de Hamden.